# Orthosia revicta
Orthosia revicta är en nordamerikansk fjärilsart som beskrevs av Morrison 1875. Arten ingår i släktet Orthosia och familjen nattflyn.

## Utseende
Arten går ofta att särskilja från andra vårflygande nattflyn utifrån sin gråblå eller rödbruna färg och med sin dubbellinje på yttre delen a täckvingarna med inre gul och yttre röd linje. Den är mest lik Orthosia hibisci och individer av Orthosia segregata som saknar svarta fläckar.
Den uppvisar geografiska skillnader i Stillahavsområdet, där populationer i väster är mer färggranna medan individer på östra sluttningen av Kaskadbergen och vidare österut är mörkare och mattare i färgen och lättare att bland ihop med andra arter.

## Utbredning
Arten förekommer i Nordamerika, från öarna i Newfoundland i väster till Kentucky och North Carolina i öster i närheten av Atlanten. Åt söder förekommer den så långt som till Colorado i Klippiga bergen medan den utmed Stillahavskusten förekommer så långt söderut som till norra Kalifornien.